# لیلیا لودان
لیلیا لودان (اوکراینی: Лілія Анатоліївна Лудан؛ زادهٔ ۲ ژوئن ۱۹۶۹) لژسوار اهل اوکراین است.

## حرفه
وی همچنین یکی از لژسواران در بازی‌های المپیک زمستانی ۱۹۹۸ تا ۲۰۱۰ بوده‌است.